# Eiji Ezaki
Eiji Ezaki (江崎 英治?, Ezaki Eiji; Yatsushiro, 29 novembre 1968 – Tokyo, 3 marzo 2016) è stato un wrestler giapponese, noto con il ring name Hayabusa (ハヤブサ?, Hayabusa).

## Carriera
Eiji Ezaki cominciò la sua carriera da wrestler allenandosi nella Frontier Martial-Arts Wrestling (FMW), debuttando ufficialmente il 5 maggio 1991 presso il Nagoya International Center. Adottò il personaggio di "Hayabusa" nel 1993 in Messico, dove si avvicinò alla lucha libre sotto la guida di Rey Misterio Sr.
Al suo ritorno in Giappone affrontò Jushin Liger in un match ben combattuto. Prese parte a match molto duri, come barbed-wire e explosives match. Dopo un "Exploding Cage" match, fu ricoverato in ospedale per diverse ustioni. Tra i rivali storici di Hayabusa figurano The Gladiator, Mr. Gannosuke e Atsushi Onita, mentre ha combattuto spesso in coppia con Jinsei Shinzaki.
Combatté un match nella Extreme Championship Wrestling durante Heat Wave 1998. Assieme a Jinsei Shinzaki perse contro Rob Van Dam e Sabu per l'ECW Tag Team Championship.
Nell'ottobre 2001 durante un match contro Mammoth Sasaki non riuscì ad eseguire correttamente un moonsault, battendo violentemente il capo e rimanendo semiparalizzato. Iniziò una carriera da cantante, apparendo in pubblico su una sedia a rotelle.
Il 3 marzo 2016 muore all'età di 47 anni per un'emorragia subaracnoidea.

## Personaggio
Mossa finale
- Phoenix Splash (Corkscrew 450º splash)

Soprannomi
- "The Falcon"
- "The Phoenix"
- "The Flying Assassin"

## Titoli e riconoscimenti
- All Japan Pro Wrestling
  - All Asia Tag Team Championship (1) – con Jinsei Shinzaki
- Frontier Martial Arts Wrestling
  - FMW Brass Knuckles Heavyweight Championship (3)
  - FMW Brass Knuckles Tag Team Championship (2) – con Masato Tanaka (1), Daisuke Ikeda (1)
  - FMW Independent Heavyweight Championship (1)
  - FMW World Street Fight 6-Man Tag Team Championship (2) – con Masato Tanaka e Koji Nakagawa (1), e Masato Tanaka e Hisakatsu Oya (1)
  - WEW 6-Man Tag Team Championship (2) – con Tetsuhiro Kuroda e Hisakatsu Oya (1), e Tetsuhiro Kuroda e GOEMON (1)
  - WEW Heavyweight Championship (1)
  - WEW Tag Team Championship (2) – con Mr. Gannosuke (1), Tetsuhiro Kuroda (1)
  - FMW Double Championship #1 Contender's Tournament (1998)[4]
- Pro Wrestling Illustrated
  - 38º tra i 500 migliori wrestler singoli nei PWI 500 del 1998 e 1999[5][6]
  - 255º tra i 500 migliori wrestler singoli nei PWI Years (2003)[7]
- Tokyo Sports
  - Fighting Spirit Award (1997)[8]
  - Service Award (2016)[9]